# 布斯特卢 (阿马兰蒂)
布斯特卢是葡萄牙波尔图区的一个堂区。总面积6.65平方公里，总人口577人，人口密度86.8人/平方公里。